# Maison de Henri IV (La Ferté-Saint-Samson)
La maison de Henri IV est un édifice situé sur la commune de La Ferté-Saint-Samson, en Seine-Maritime, en France. Elle fait l’objet d’une inscription au titre des monuments historiques depuis 1968.

## Historique
La maison est datée du XVe siècle et XVIe siècle : elle est construite à Saint-Aubin-le-Cauf mais déplacée à La Ferté-Saint-Samson non loin du tribunal du bailliage au début du XXe siècle. 
Le monument est inscrit comme monument historique depuis le 24 juillet 1968.

## Description
L'édifice est bâti à pans de bois en croix de Saint-André. 
Il comporte des sablières sculptées de personnages, d'animaux et de motifs végétaux ou géométriques.